# Discoderus peregrinus
Discoderus peregrinus är en skalbaggsart som beskrevs av Thomas Casey. Discoderus peregrinus ingår i släktet Discoderus och familjen jordlöpare. Inga underarter finns listade i Catalogue of Life.